# Saïda Djedra
Saïda Djedra, née le 18 juillet 1993, est une karatéka algérienne.

## Biographie
Saïda Djedra est médaillée d'or en kumite par équipes et médaillée d'argent en kumite dans la catégorie des plus de 61 kg aux Jeux africains de 2015 à Brazzaville,.
Elle est médaillée de bronze en kumite par équipes aux championnats d'Afrique 2017 à Yaoundé.

## Palmarès
| Année | Compétition                             | Lieu        | Résultat | Catégorie          |
| ----- | --------------------------------------- | ----------- | -------- | ------------------ |
| 2015  | Jeux africains                          | Brazzaville | 2e       | - 61 kg            |
| 2015  | Jeux africains                          | Brazzaville | 1re      | kumite par équipes |
| 2017  | championnats d'Afrique                  | Yaoundé     | 3e       | kumite par équipes |
| 2022  | championnat du monde de karaté shotokan | Tchéquie    | 1re      | - 61 kg            |